# Jablonec nad Nisou (huyện)
Huyện Jablonec nad Nisou (tiếng Séc: Okres Jablonec nad Nisou) là một huyện (okres) nằm trong vùng Liberec của Cộng hòa Séc. Huyện Jablonec nad Nisou có diện tích 402 km², dân số năm 2002 là 88232 người. Thủ phủ huyện đóng ở Jablonec nad Nisou. Huyện này có 34 khu tự quản.

## Các khu tự quản
Huyện Jablonec nad Nisou có 34 khu tự quản sau: